# Elecciones estatales de Schleswig-Holstein de 2005
Las elecciones estatales de Schleswig-Holstein de 2005, se llevaron a cabo el 20 de febrero de 2005, para elegir a los miembros del Parlamento Regional (Landtag) de Schleswig-Holstein.

## Temas y campaña
Las encuestas antes de las elecciones indicaban que el alto desempleo en Alemania y Schleswig-Holstein iba a ser la cuestión clave de la campaña. Encuestas preelectorales indicaron que la popularidad personal de Heide Simonis todavía estaba alta, sin embargo, y que la coalición SPD-Verdes seguiría teniendo el apoyo de los votantes. Sin embargo, la impopularidad a nivel nacional del SPD parecía haber hecho mella.

## Resultados
Los resultados anunciados fueron los siguientes. Cabe destacar que hubo una reducción considerable en el número de escaños del Landtag, de 89 a 69.
| Partido | Partido                                               | Votos     | Porcentaje de votos (cambio respecto a la elección anterior) | Porcentaje de votos (cambio respecto a la elección anterior) | Escaños (cambio respecto a la elección anterior) | Escaños (cambio respecto a la elección anterior) | Porcentaje de escaños |
|         | Partido Socialdemócrata de Alemania (SPD)             | 554.879   | 38.7%                                                        | -4.4%                                                        | 29                                               | -12                                              | 42.0%                 |
|         | Unión Demócrata Cristiana de Alemania (CDU)           | 576.095   | 40.2%                                                        | +5.0%                                                        | 30                                               | -3                                               | 43.5%                 |
|         | Partido Democrático Liberal (FDP)                     | 94.935    | 6.6%                                                         | -1.0%                                                        | 4                                                | -3                                               | 5.8%                  |
|         | Alianza 90/Los Verdes (GRÜNE)                         | 89.387    | 6.2%                                                         | +0.0%                                                        | 4                                                | -1                                               | 5.8%                  |
|         | Asociación de Votantes del Schleswig Meridional (SSW) | 51.920    | 3.6%                                                         | -0.5%                                                        | 2                                                | -1                                               | 2.9%                  |
|         | Partido Nacionaldemócrata de Alemania (NPD)           | 27.676    | 1.9%                                                         | +0.9%                                                        | 0                                                | +0                                               | 0.0%                  |
|         | Partido de las Familias de Alemania (FAMILIE)         | 11.802    | 0.8%                                                         | +0.8%                                                        | 0                                                | +0                                               | 0.0%                  |
|         | Partido del Socialismo Democrático (PDS)              | 11.392    | 0.8%                                                         | -0.6%                                                        | 0                                                | +0                                               | 0.0%                  |
|         | Die Grauen – Graue Panther (GRAUE)                    | 7.536     | 0.5%                                                         | +0.3%                                                        | 0                                                | +0                                               | 0.0%                  |
|         | Otros                                                 | 9.183     | 0.6%                                                         | -0.5%                                                        | 0                                                | +0                                               | 0.0%                  |
| Total   | Total                                                 | 1,434,805 | 100.0%                                                       |                                                              | 69                                               | -20                                              | 100.0%                |

## Post-elección
Después de las elecciones, la coalición SPD-Verdes ya no tenía una mayoría en el Landtag. El SSW anunció que a pesar de que no entraría en una coalición, veía más puntos en común con el SPD que con la CDU. Heide Simonis procedió a formar una coalición SPD-Verdes sobre la base de que contaba con el respaldo de la SSW.
El 17 de marzo de 2005, Simonis no pudo ganar un voto de confianza en el Landtag para convertirse en la jefa de estado, empatando 34-34  votos a favor/en contra en la elección realizada por el parlamento. No se sabe quién fue el diputado que se abstuvo, aunque se cree que fue un representante de su propio partido. Debido a que la coalición SPD-Verdes se había quedado sin su mayoría, el SPD se vio obligado a negociar una gran coalición con la CDU, accediendo a la demanda de la CDU de que su líder Peter Harry Carstensen reemplazara a Simonis como ministro-presidente.